# Olivier Brassart
Olivier Brassart (* 20. Mai 1977 in Noisy-le-Sec, Frankreich) ist ein französischer Fußballspieler.

## Karriere
Olivier Brassart begann mit dem Fußballspielen in der Jugend beim RC Lens, von dort aus führte sein Weg zu den belgischen Vereinen RAEC Mons, Royal Antwerpen und den FC Denderleeuw. Im Jahr 2001 wechselte der Franzose zu den Stuttgarter Kickers, die gerade aus der 2. Bundesliga abgestiegen waren, allerdings konnte er sich nicht in der ersten Mannschaft durchsetzen und absolvierte die meiste Zeit nur Spiele für die zweite Mannschaft der Kickers. Nach dieser erfolglosen Saison in Stuttgart wechselte Brassart nach England in die dritthöchste Spielklasse, wo er für den Yeovil Town Football Club und den FC Scarborough am Ball war. Zur Spielzeit 2003/04 zog es den Mittelfeldspieler nach Israel in die höchste Spielklasse zu Hapoel Bnei Sachnin. Jedoch war Brassart auch dort nur für eine Saison aktiv und spielte in den zwei darauf folgenden Saisons für den FC Alle in der Schweiz und den französischen Verein FC Giro Lepuix.